# Арал (Китай)
Арал (кит. спр. 阿拉尔市, піньїнь: Ālā'ĕr Shì) — місто-повіт в китайській автономії Сіньцзян; з усіх боків оточене префектурою Аксу, до складу якої не входить; де-факто знаходиться під управлінням Сіньцзянського корпусу виробництва і будівництва. 

## Географія
Арал розташовується у центрально-західній частині провінції у пустелі Такла-Макан,  лежить у місці впадіння річок Аксу і Хотан до Тариму.

### Клімат
Місто знаходиться у зоні, котра характеризується кліматом тропічних пустель. Найтепліший місяць — липень із середньою температурою 25 °C (77 °F). Найхолодніший місяць — січень, із середньою температурою -7.2 °С (19 °F).
| Клімат Арала            | Клімат Арала | Клімат Арала | Клімат Арала | Клімат Арала | Клімат Арала | Клімат Арала | Клімат Арала | Клімат Арала | Клімат Арала | Клімат Арала | Клімат Арала | Клімат Арала | Клімат Арала |
| Показник                | Січ.         | Лют.         | Бер.         | Квіт.        | Трав.        | Черв.        | Лип.         | Серп.        | Вер.         | Жовт.        | Лист.        | Груд.        | Рік          |
| Середній максимум, °C   | 0            | 5            | 14           | 22           | 28           | 31           | 32           | 31           | 27           | 20           | 9            | 1            | 18           |
| Середня температура, °C | −7           | −2           | 6            | 15           | 20           | 23           | 25           | 24           | 19           | 11           | 2            | −5           | 10           |
| Середній мінімум, °C    | −15          | −10          | 0            | 7            | 12           | 16           | 18           | 16           | 11           | 2            | −5           | −12          | 3            |
| Норма опадів, мм        | 0            | 0            | 1            | 1            | 6            | 8            | 10           | 8            | 5            | 2            | 0            | 0            | 42           |
| ----------------------- | ------------ | ------------ | ------------ | ------------ | ------------ | ------------ | ------------ | ------------ | ------------ | ------------ | ------------ | ------------ | ------------ |
| Джерело: Weatherbase    |              |              |              |              |              |              |              |              |              |              |              |              |              |